# Урбниси (собор)
Собор Стефана архидиакона в Урбниси (груз. ურბნისის წმიდა სტეფანე პირველმოწამის სახელობის საკათედრო ტაძარი), широко известный как церковь Сиони в Урбниси (груз. ურბნისის სიონი) — собор Урбнисской и Руисской епархии Грузинской православной церкви, расположенный в селе Урбниси в Грузии в крае Шида-Картли. Церковь представляет собой относительно большую трёхнефную базилику, первоначально построенную в VI веке и реконструированную в X и XVII веках. На стенах церкви есть несколько надписей, некоторые из которых относятся к числу самых старых, выполненных в грузинском алфавите. В 2007 году собор был включён в список недвижимых культурных памятников национального значения Грузии.

## История
Урбнисский собор стоит на левом берегу реки Куры в одноимённом селе в Карельского муниципалитета края Шида-Картли. Храм находится в восточной части древнего поселения Урбниси, где благодаря археологическим исследованиям были обнаружили артефакты, датированные от эпохи халколита и раннего бронзового века до VIII века н.э.
Церковь Урбниси посвящена святому Стефану, первомученику I века. Следуя средневековой грузинской традиции называть церкви в честь определённых мест на Святой Земле, собор также получил название в честь горы Сион в Иерусалиме. Резная надпись на северном фасаде ранним грузинским шрифтом асомтаврули, упоминает строителей церкви — Константи и отца Микеля — но текст не датирован: стилистический анализ архитектурного плана и палеографические особенности надписи предполагают датировку V или VI веками.
Урбнисский собор был резиденцией грузинского православного епископа, носящего титул Урбнели и известного как минимум с VIII века. В 1103 году Урбниси был одним из двух мест исторического церковного совета, созванного царём Грузии Давидом IV Строителем, другим был соседний Руисский собор. В настоящее время Урбниси и Руиси являются двумя главными соборами Урбнисско-Руисской епархии Грузинской православной церкви.

## Описание

### Главная церковь
Церковь Урбниси — это относительно длинная трёхнефная базилика, размером 32,1×22,4 м. Основные этапы строительства легко различимы в кладке стен церкви. Нижняя часть состоит из каменных, хорошо вырубленных блоков песчаника, уложенных регулярными горизонтальными рядами, — это самый старый слой. Нерегулярная кладка выше представляет собой реконструкцию IX—X веков. Верхняя часть стен церкви, сложенная из тонких кирпичей, поддерживаемых двумя кирпичными арочными опорами с обеих сторон, датирована 1668 годом. Собор имеет три главных входа — с севера, с юга и с запада. Фрагменты архитравного камня и подковообразного люнета на восточном входном портале являются остатками первого строительного слоя.
Внутри храм состоит из трёх нефов, разделённых четырьмя парами крестообразных колонн с просто профилированными импостами, высеченными из прямоугольных каменных блоков. Колонны и поддерживаемые ими полукруглые кирпичные арки разделяют сводчатый центральный неф на пять почти равных по размеру проходов. Алтарная часть приподнята над уровнем пола. Боковые нефы заканчиваются на востоке помещениями, используемыми как пастофории. У церкви было две пристройки: одна на юге была сооружена одновременно с храмом, она заканчивается на востоке маленькой часовней (евктерионом), в то время как северная пристройка является более поздним дополнением. Крыша церкви покрыта керамической черепицей.

### Надписи
На наружных стенах есть несколько камней с надписями и высокий рельефный крест на западном фасаде. Помимо текста на северном фасаде, который позволяет датировать церковь V—VI веками, есть ещё четыре надписи шрифтом асомтаврули — одна над южной дверью, а остальные — на восточном фасаде. Эти надписи были сделаны в X веке строителями церкви, там упоминаются несколько человек, в частности епископ Тевдоре и диакон Авиафар. На восточном фасаде также есть несколько других надписей, оставленных паломниками.

### Другие строения
Примерно в 15 м к западу от церкви стоит трехъярусная колокольня, построенная из камня и кирпича и имеющая размеры 9,1×10,2 м. Она была построена — как указано в надписи на западном фасаде — по указанию царя Картли Вахтанга VI и его жены Русудан в 1706 году. Первый ярус колокольни выступает в качестве притвора. Рядом с церковью находятся фрагменты строений древнего поселения Урбниси: стена с валами, баня III века, средневековая винодельня и акведук.